# Gonia virescens
Gonia virescens är en tvåvingeart som beskrevs av Macquart 1843. Gonia virescens ingår i släktet Gonia och familjen parasitflugor. Inga underarter finns listade i Catalogue of Life.